# Earl G. Harrison
Earl Grant Harrison (* 27. April 1899; † 28. Juli 1955) war ein amerikanischer Jurist, Akademiker und öffentlicher Bediensteter. Er arbeitete im Interesse von Vertriebenen in der Zeit nach dem Zweiten Weltkrieg, als er auf die Notlage jüdischer Flüchtlinge in einem Bericht an Präsident Harry S. Truman aufmerksam machte, der allgemein als Harrison-Report bekannt ist. Von 1945 bis 1948 war er Dekan der Law School der University of Pennsylvania. Er machte auch Karriere als Anwalt in der Region Philadelphia und war Namenspartner in der Anwaltskanzlei Schnader Harrison Segal & Lewis LLP.

## Frühe Jahre
Harrison wurde am 27. April 1899 in Frankford, Philadelphia, Pennsylvania, als Sohn des englischen Lebensmittelhändlers Joseph Layland Harrison und der nordirischen Schauspielerin Anna MacMullen geboren. Während des Ersten Weltkriegs war er 1918 Second Lieutenant der Infanterie. Er absolvierte die Frankford High School und erwarb 1920 seinen Bachelor of Arts an der University of Pennsylvania als Jahrgangsbester und 1923 seinen Bachelor of Laws an der University of Pennsylvania Law School, wo er Chefredakteur der University of Pennsylvania Law Review war. Von 1923 bis 1945 praktizierte er Recht in der Kanzlei Saul, Ewing, Remick, and Saul und wurde 1932 Partner. Im Jahr 1944 wurde er Dekan der Law School der University of Pennsylvania.

## Regierungskarriere
Harrison diente in der Regierung von Präsident Franklin D. Roosevelt, zunächst als Direktor der Alien Registration im US-Justizministerium von Juli 1940 bis Januar 1941. Von 1942 bis 1944 war er der Kommissar für Einwanderung und Einbürgerung der Vereinigten Staaten. Während seiner Amtszeit erlebte der Einwanderungs- und Einbürgerungsdienst der Vereinigten Staaten eine bedeutende Reform und Umstrukturierung nach seinem Wechsel vom Arbeitsministerium zum Justizministerium.

## Harrison-Report
Präsident Roosevelt ernannte ihn am 15. März 1945 zum US-Vertreter in der Intergovernmental Commission on Refugees. Im selben Jahr wurde er Vizepräsident der University of Pennsylvania und Dekan ihrer juristischen Fakultät. Am 22. Juni bat Präsident Truman Harrison, eine Inspektionsreise zu Lagern für vertriebene Personen in Europa durchzuführen. Harrison reiste Anfang Juli als Leiter einer kleinen Delegation, die sich aufteilte, um mehr als zwei Dutzend Lager für Vertriebene zu besuchen. Am 24. August legte er einen Bericht über seine Ergebnisse vor.

## Spätere Jahre
Im Frühjahr 1946 sagte Harrison im Namen eines schwarzen Studenten aus, dem die Zulassung zur Law School der University of Texas verweigert wurde, im Fall Sweatt v. Painter, einem Vorläufer von Brown v. Board of Education.
Harrison trat zum 31. August 1948 als Dekan zurück, als der Verwaltungsrat der University of Pennsylvania Harold Stassen zum Universitätspräsidenten ernannte, ein Posten, für den Harrison als wahrscheinlicher Kandidat galt. Er trat 1948 der Anwaltskanzlei Schnader Harrison Segal & Lewis als Namenspartner bei, wo er bis zu seinem Tod im Jahr 1955 arbeitete.

## Weitere Aktivitäten
Harrison wurde für sein ständiges Reagieren auf die Bedürfnisse der Gemeinschaft und sein Engagement für den öffentlichen Dienst anerkannt. Er wurde von Zeitgenossen als „schlank, viereckig-kieferig, rothaarig“, „ein Roosevelt-Republikaner“ und „ein fast unermüdlicher Arbeiter“ beschrieben. Neben seiner Arbeit für die Regierung der Vereinigten Staaten und seiner beruflichen Karriere war er Offizier und Direktor des World Affairs Council von Philadelphia und General-Kampagnenleiter des Philadelphia United War Chest, einem Vorgänger des United Way. Harrison war auch Direktor des Philadelphia Area Council des National Conference of Christians and Jews, der American Civil Liberties Union und der NAACP. Er war Treuhänder der Carnegie Endowment for International Peace und der University of Pennsylvania. Er wurde als Kandidat für die Gouverneurswahl in Pennsylvania im Jahr 1946 in Betracht gezogen.